# Harry Sichrovsky
Harry Sichrovsky (ur. 3 czerwca 1921, zm. 3 listopada 2000 w Wiedniu) – niemieckojęzyczny dziennikarz i pisarz austriacki.

## Życiorys
Pochodził z rodziny zasłużonej dla kraju (jego dziadek Heinrich Ritter von Sichrovsky był fundatorem kolei na północy Austrii). Zmarł 3 listopada 2000 roku.
Miał poglądy komunistyczne. Wojnę spędził na emigracji w Anglii. W 1942 roku jako ochotnik zaciągnął się na służbę do armii brytyjskiej i przez pięć lat służył w Azji (Indie, Malezja, Cejlon, Birma) w kwaterze Lord Mountbattena. Tam zainteresował się problemami Azji. Pozostał w Azji przez wiele lat pisząc artykuły i książki, przede wszystkim o Indiach, Korei, Chinach. Przeprowadził wywiady m.in. z premierem Chin Zhou Enlai i z premier Indii Indirą Gandhi. 
Wykładowca w Instytucie Chin Południowo-Wschodniej Azji Ludwig-Boltzmanna w Wiedniu. Od lat 70. występy w TV i radiu na temat Chin, Korei i Południowo-Wschodniej Azji.

## Wybór książek
1. Dschai Hind - Indien ohne Schleir (1954) (pol. Indie bez osłonek 1957)
2. Indien trocknet seine Tränen (1959) Globus Verlag Wiedeń (wydawnictwo Komunistycznej Partii Austrii)
3. Korea: Olympia im Land der Morgenstille
4. Mein Urahn - Der Bahnbrecher. Heinrich Sichrovsky und seine Zeit (o dziadku autora)
5. Koreareport: Vom Bruderkrieg zur Wiedervereinigung? Wiedeń Europaverlag, 1973
6. Der Revolutionär von Leitmeritz. Ferdinand Blumentritt und der philippinische Freiheitskampf ÖBV, Wien 1983, ISBN 3-215-04989-9